# 伦格里斯
伦格里斯是德国巴伐利亚州的一个市镇。总面积242.91平方公里，总人口9798人，其中男性4719人，女性5079人（2011年12月31日），人口密度40人/平方公里。